# Donji Agići
Donji Agići (szerbül: Доњи Агићи, korábban Agići Srpski), falu Bosznia-Hercegovinában, Bosanska krajina területén, Novi Grad községben, a Szerb Köztársaságban. 

## Fekvése
Bosznia-Hercegovina nyugati részén, Banja Lukától légvonalban 61, közúton 90 km-re északnyugatra, községközpontjától légvonalban 12, közúton 21 km-re délkeletre, a Japra jobb partján fekvő dombvidéken, 150 – 350 méteres tengerszint feletti magasságban fekszik. Több, kisebb faluból áll. A település a Majdan-hegy nyugati peremén, a Japra folyó (a Szana bal oldali mellékfolyója a Száva-medencében) völgyének keleti oldalán épült. Egy kis része a völgyben és annak nyugati oldalán található. A település szórvány jellegű, nagy területet foglal el a Japra-völgy délkeleti területén. Jelentős távolságra épült kis házcsoportokból áll, a 20. század 60-as éveiről azonban elnéptelenedés sújtja. A központi részen (Agića-hegy) található az ortodox templom és az általános iskola. A házak nagyobb koncentrációja a Japra-völgyében (Celopek településrész) van, ahol általános iskola és mecset is található. A közelben van egy kis vasbánya.

## Népessége
| Nemzetiségi csoport | Népesség 1991 | Népesség 2013 |
| ------------------- | ------------- | ------------- |
| Szerb               | 647           | 493           |
| Bosnyák             | 270           | 153           |
| Horvát              | 7             | 4             |
| Jugoszláv           | 6             | 0             |
| Egyéb               | 5             | 4             |
| Összesen            | 935           | 654           |

## Története
A térség 1537-ben Blagaj várának elestével került török kézre. A település 1878-ig tartozott az Oszmán Birodalomhoz, ekkor a berlini kongresszus határozata alapján az Osztrák-Magyar Monarchia része lett. 1879-ben az első osztrák-magyar népszámlálás során Novi község részeként az egységes Agići településnek 152 háztartása, 459 muszlim  és 426 ortodox szerb lakosa volt. 1910-ben Novi község részeként Agići Srpski faluban 136 házat, 774 ortodox szerb és 28 katolikus horvát lakost találtak..A monarchia szétesésével 1918-ben előbb a Szerb-Horvát-Szlovén Királyság, majd 1929-től a Jugoszláv Királyság része. 1921-ben Agići Srpski falunak 130 háza és 803 lakosa volt. Jugoszlávia megszállása után a falu a Független Horvát Állam (NDH) része lett. 1945-től a település a szocialista Jugoszlávia része volt. A Bosznia-Hercegovinában zajló polgárháború idején a település a Boszniai Szerb Köztársaság része volt. A daytoni békeszerződést követő területfelosztásnál a település, Novi Grad község részeként a Szerb Köztársaság területéhez került. 

## Gazdaság
A településen az „Agrojapra” Mezőgazdasági Szövetkezet működik. 2012-ben a Szerb Köztársaság harmadik szövetkezeti vásárát Donji Agićiben tartották.

## Oktatás
„Branko Ćopić” általános iskola